# تيم كارتر (عالم موسيقى)
تيم كارتر (بالإنجليزية: Tim Carter)‏ هو عالم موسيقى أسترالي، ولد في 1954.